# Sapeira
|  | Aquest article és sobre el poble d'aquest nom. Per a l'antic municipi, vegeu Sapeira (antic municipi). |

El poble de Sapeira ([sa'pejra]) fou el cap del terme del mateix nom, agregat el 1970 al terme municipal de Tremp.
Està situat al nord-oest de Tremp i a la part nord del seu antic terme, a 1.017,3 m. alt., dalt d'un serrat que separa les valls d'Esplugafreda i del Solà. El poble és petit, allargassat a banda i banda d'un turonet on es troba l'església parroquial romànica de santa Maria.
Aquesta parròquia havia pertangut al bisbat de Roda, que més endavant fou integrat en el de Lleida, dins de l'arxiprestat de Tolba. Actualment encara és així, i Sapeira, juntament amb tot de pobles de la franja de ponent del Pallars Jussà forma la Unitat pastoral 27 d'aquest bisbat, que està regida pel rector d'Areny de Noguera, el qual pertany a la diòcesi de Barbastre-Montsó.
La parròquia de Sapeira tenia com a sufragània la d'Aulàs, poble que pertanyia al veí terme d'Espluga de Serra. Les cases de Sapeira pràcticament no arriben ni a formar carrer, tot i seguir una disposició longitudinal.
Del castell de Sapeira a penes en queda res, ja que els seus carreus es degueren aprofitar per a bastir les dependències annexes a l'església parroquial. És aquest el lloc que ocupava, al redòs de la roca que dona nom al poble i en el seu punt més elevat.

## Etimologia
L'origen del topònim és la solució en català antic de l'expressió llatina ipsa petra (la roca). La diftongació ei fruit de l'evolució d'un grup etr, on la t esdevé i és habitual en occità i força present en català antic, sobretot en el català ribagorçà, que té clares influències occitanes i aragoneses. Avala aquesta hipòtesi el filòleg Joan Coromines.
És interessant d'observar que gairebé al costat, a l'altre costat de la Noguera Ribagorçana, hi ha el poble de Sopeira, que procedeix d'un fet semblant: ve de sub petra, o, en català antic, sots peira. Si Sapeira es diu així per ser dalt d'un turó rocós, Sopeira indica que el poble és sota una roca. Només cal anar-hi i veure-ho.

## Història
El poble és documentat des del 974, en diversos documents relacionats amb el monestir d'Alaó. Els primers documents no parlen d'un castell, sinó d'una vila, per la qual cosa es pot concloure que el castell és posterior a la població, probablement fruit de la necessitat defensiva sorgida de la violència feudal del segle xi, en què tota la zona de Sapeira era motiu de discussió -i de lluita- entre les dues branques comtals pallareses, disputes que portaren a la divisió en dos de l'antic Comtat de Pallars, el darrer terç d'aquell segle.
L'església apareix el 1087, quan fou donada al monestir d'Alaó. Ara bé, de seguida sorgeix una nova disputa, en apropiar-se de les seves rendes el castlà de Sapeira aprofitant el moment de decadència que estava sofrint el monestir.
El 1381 hi consten 12 focs (uns 60 habitants), i pertanyia als barons d'Erill, tot i que el 1831 ja estava en mans de la família Serra.
En el Fogatge del 1553 consta amb 13 focs (és a dir, uns 65 habitants).
El 1845 es publicava el Diccionario geográfico..., de Pascual Madoz, on hi ha un article dedicat a Sapeira. S'hi pot llegir que es poble és en una cresta de muntanya d'una llegua d'extensió, a partir de la qual neixen dues valls amples, una cap al nord i l'altra cap al sud. El clima és molt sa, per la puresa de l'aire i de les aigües. Hi havia 24 cases miserables i dues fonts excel·lents no gaire lluny del poble. Les 4 masies de Barreda, Lluell, Alfonsa i la Torre de Sullà pertanyien també a Sapeira. El terreny del terme és aspre i pedregós, tot i que hi ha alguns horts que es reguen amb les fonts del terme. S'hi produïa blat, sègol, ordi, civada, llegums, cànem, vi, oli i fruites. De bestiar, ovelles, cabres i porcs. Hi havia caça de perdius, conills i llebres. També hi havia un molí de farina i un trull d'oli. La població estava formada per 14 veïns (caps de família) i 67 ànimes (habitants).
A la Geografia general de Catalunya dirigida per Francesc Carreras i Candi, esmenta que el poble de Sapeira té, al voltant del 1900, 81 edificis amb 148 habitants (cosa que ja indica un cert despoblament, atès que l'habitual serien a l'entorn de 5 habitants per casa. El 1970 encara tenia 30 habitants censats, però poc després va quedar amb un sol habitant, que al final acabà marxant, també. Tanmateix, el 2006 hi torna a haver dos habitants, a Sapeira.

## Festes i tradicions
A part de les festes patronals, existents a Sapeira com a tots els pobles catalans, Sapeira es distingia per conservar diverses tradicions, que pogueren ser recollides i publicades per l'etnòleg català Joan Amades.
Una d'elles eren els aparellaments: el dia de cap d'any es feia un sorteig per a aparellar les noies mereixedores (les solteres que eren en edat de festejar i casar-se)amb els fadrins existents en el poble. Els joves del poble anaven porta per porta anunciant els aparellaments i rebent, de cada casa que visitaven, algun obsequi, amb els quals després es feia un àpat. Anaven casa per casa cantant una cançó, que no deturaven fins que els havien donat el recapte.
Una segona tradició era el ball dels mocadorets. Les noies elegien el seu ballador llançant-li als peus un mocador petit. La parella que es formava ballava mig ball, i les noies es retiraven deixant els nois sols al mig de la plaça. Llavors eren ells qui recollien els mocadors i repetien l'operació a la inversa. Era un ball amb música pròpia i lletra posada pel mateix poble.
El mes de maig (mes de mai, en la parla local) s'anava a buscar l'arbre més alt que s'hagués localitzat en el terme, es tallava, i els nois solters el portaven a coll fins a la plaça del poble. El pelaven i el plantaven al bell mig, amb un mocador de noia al cim. Començava la competició per veure qui aconseguia arribar al capdamunt del relliscós tronc, ja que qui ho aconseguia, tenia dret al primer ball amb la propietària del mocador.
El mes de maig també es feia el traspàs del càrrec de majoral, i es ballava el ball del Roser, que fou recollit per Joan Amades i apareix, amb dibuixos, esquemes de la coreografia i partitura musical, en el volum III del Costumari català. Era una dansa seriosa, solemne, a l'estil dels balls de plaça conservats, per exemple, a Castellterçol o a Arenys de Mar.